# Virvelvägstekel
Virvelvägstekel (Arachnospila opinata) är en stekelart som först beskrevs av Tournier 1890.  Virvelvägstekel ingår i släktet Arachnospila, och familjen vägsteklar. Enligt den finländska rödlistan är arten nära hotad i Finland. Enligt den svenska rödlistan är arten nära hotad i Sverige. Arten förekommer i Götaland, Gotland, Öland, Svealand, Nedre Norrland och Övre Norrland. Artens livsmiljö är åsmoskogar.